# Darwin Peluffo Beisso
Darwin Peluffo Beisso (Montevideo, 26 de agosto de 1904 - idem., 14 de mayo de 1985) fue un docente de Enseñanza Media, periodista, ensayista y poeta de escasa obra publicada, actividades a las que sumó su interés por el deporte de la esgrima y por el trabajo y la ciencia de la apicultura. 

## Biografía
Hijo del pintor Juan Peluffo Berninzoni, comenzó sus estudios de Derecho en 1929, año de la creación de la Federación de Estudiantes Universitarios del Uruguay de la cual fue miembro fundador. Ejerció el periodismo como crítico de arte en el diario "El Imparcal" entre 1927 y 1931, y como analista de política internacional (especialmente de la política norteamericana hacia América Latina) en varios diarios montevideanos entre 1930 y 1937. Publicó su primer libro, "La Fragua Divina", a la edad de 21 años, al que le siguieron "La Evoinvolución de los seres y de las cosas" (1926) y "Femineidad y Política" (1931), un polémico ensayo sobre el voto femenino.
En 1938 contrajo matrimonio con Martha Linari Etchebarne y fue designado profesor de Literatura, Idioma Español y Filosofía en el Liceo de Colonia Valdense, donde ejerció hasta 1954. El liceo tuvo una importante actividad en el interior del país y Peluffo propició las invitaciones a León Felipe (1939), a Rafael Alberti (1942) y a José Bergamín (1947) entre otros destacados intelectuales extranjeros que brindaron conferencias en ese Liceo. Entre 1955 y 1975 fue docente de Historia e Idioma Español en el Liceo N.º 9 de Colón (Montevideo), desarrollando una constante actividad en el gremio docente y, especialmente, como dirigente del Movimiento por Presupuesto y Reforma de  Enseñanza Secundaria entre 1955 y 1960. En 1959 fue cofundador del Comité Nacional de Apoyo a la Revolución Cubana y en 1963 creó, junto al poeta Ildefonso Pereda Valdés, el Movimiento Ana Frank (una comisión de cinco integrantes que realizó actos en el Paraninfo de la Universidad de la República), a efectos de denunciar los crímenes del nazi-fascismo y propender a la defensa de los Derechos Humanos en una emergencia crítica del país.
Escribió y publicó poesía en distintos medios de prensa desde 1930. La antología "Exposición de la Poesía Uruguaya" de Julio J. Casal (Editorial Claridad, 1940) dio a conocer dos poemas suyos.

## Premios
En mayo de 1946 recibió el Primer Premio (Ministerio de Instrucción Pública) en el Concurso Interamericano de Literatura y Ensayo convocado por el Centro Unión Cosmopolita de Colonia (en celebración de la paz y en homenaje a las Naciones Unidas) por su ensayo "El hombre como sujeto y fin de la actividad económica" (inédito).

## Libros publicados
- La Fragua Divina (sin datos de editorial. Montevideo. 1925)
- La Evoinvolución de los seres y de las cosas (Agencia General de Librerías y Publicaciones. Montevideo-Buenos Aires. 1926)
- Femineidad y Política (Imprenta Nacional Colorada. Montevideo. 1931)
- Guerra, Revolución y Esperanza (Editorial Letras. Montevideo. 1945)
- 3 Por-qué de nuestro tiempo (Corporación Gráfica. Montevideo. 1958)